# Johann Haffel

Johann Haffel, magyarosan: Haffel János (Németország, 1641. május 18. – Besztercebánya, 1705. július 2.) Jézus-társasági áldozópap és építész.

## Élete
1660. október 13-án lépett a rendbe; a soproni gimnáziumnak hat évig volt igazgatója és 12 évig a besztercebányainak, ahol házfőnök is volt. 1695-97-ben ő tervezte és építette a besztercebányai római katolikus gimnázium épületét, valamint 1702-ben ő kezdte építeni a kollégiumi templomot is.

## Munkája
- Hypotyposes Graecenses. Graecii, 1674.